# BAR 004
A BAR 004 egy Formula–1-es versenyautó, amelyet a British American Racing csapat tervezett és versenyeztetett a 2002-es Formula–1 világbajnokság során. Pilótái Jacques Villeneuve és Olivier Panis voltak.

## Áttekintés
Ez volt a BAR csapat első autója, amit teljes egészében önállóan terveztek, és nem a Reynard Motorsport segítségével.
A konstrukció rendkívül megbízhatatlan volt, a szezon első felében a csapat egyetlen pontot sem tudott gyűjteni. Mi több, Olivier Panis az első hét versenyen célba sem ért. Első pontjaikat a brit nagydíjon egy kettős pontszerzéssel gyűjtötték be, de ezt leszámítva csak az olasz és az amerikai nagydíjakon szereztek pontot. Hét gyűjtött pontjukkal a nyolcadik helyen zártak a konstruktőri összetettben. Az idény végén meg is váltak Olivier Panistól, aki a Toyota csapatához igazolt, és a helyére Jenson Button érkezett.
A brit, a francia, és az amerikai nagydíjak kivételével a csapat a Lucky Strike cigaretta emblémáit használta.

## Eredmények
(Táblázat értelmezése)

(Félkövér: pole-pozícióból indult; dőlt: leggyorsabb kört futott) 

| Év   | Csapat                  | Motor        | Gumik | Pilóták            | 1   | 2   | 3   | 4   | 5   | 6   | 7   | 8   | 9   | 10  | 11  | 12  | 13  | 14  | 15  | 16  | 17  | Pontok | Helyezés |
| ---- | ----------------------- | ------------ | ----- | ------------------ | --- | --- | --- | --- | --- | --- | --- | --- | --- | --- | --- | --- | --- | --- | --- | --- | --- | ------ | -------- |
| 2002 | British American Racing | Honda RA002E | B     |                    | AUS | MAL | BRA | SMR | ESP | AUT | MON | CAN | EUR | GBR | FRA | GER | HUN | BEL | ITA | USA | JPN | 7      | 8.       |
| 2002 | British American Racing | Honda RA002E | B     | Jacques Villeneuve | KI  | 8   | 10  | 7   | 7   | 10  | KI  | KI  | 12  | 4   | KI  | KI  | KI  | 8   | 9   | 6   | KI  | 7      | 8.       |
| 2002 | British American Racing | Honda RA002E | B     | Olivier Panis      | KI  | KI  | KI  | KI  | KI  | KI  | KI  | 8   | 9   | 5   | KI  | KI  | 12  | 12  | 6   | 12  | KI  | 7      | 8.       |

† - nem fejezte be a futamot, de rangsorolták

## Forráshivatkozások
1. ↑  Engine Honda • STATS F1. www.statsf1.com. (Hozzáférés: 2022. március 3.)

## Fordítás
Ez a szócikk részben vagy egészben  a   BAR 004 című angol Wikipédia-szócikk ezen változatának fordításán alapul.  Az eredeti cikk szerkesztőit annak laptörténete sorolja fel. Ez a jelzés csupán a megfogalmazás eredetét és a szerzői jogokat jelzi, nem szolgál a cikkben szereplő információk forrásmegjelöléseként.